# UFC on Fox: Henderson vs. Diaz
O UFC on Fox: Henderson vs. Diaz ou UFC on Fox 5 foi um  evento de MMA promovido pelo Ultimate Fighting Championship que aconteceu no dia 8 de dezembro de 2012 no KeyArena em Seattle, Washington, EUA.
O evento recebeu a disputa de Cinturão dos Pesos-Leves entre Ben Henderson e Nate Diaz.

## Background
A luta entre BJ Penn e Rory MacDonald era prevista para acontecer no UFC 152. No entanto, MacDonald se machucou e a luta foi remarcada para este evento.
Após o cancelamento do UFC 151, as lutas entre Tim Means vs. Abel Trujillo, Daron Cruickshank vs. Henry Martinez e Dennis Siver vs. Eddie Yagin foram movidas para este evento.
Rafaello Oliveira era esperado para enfrentar Michael Chiesa no evento, porém Oliveira teve que abandonar o combate devido a uma lesão na mão. O seu substituto é Marcus LeVesseur
Eddie Yagin era esperado para enfrentar Dennis Siver no evento, mas foi obrigado a se retirar devido a uma lesão cerebral. E seu substituto é Nam Phan.
O combate entre Yves Edwards e Jeremy Stephens foi remarcado para esse evento, o combate que aconteceria no UFC on FX: Browne vs. Pezão, que não aconteceu porque Stephens foi preso na manhã do evento.
Lavar Johnson era esperado para enfrentar Brendan Schaub nesse evento, porém Johnson teve que se retirar da luta dias antes do evento acontecer e a luta foi cancelada.
Michael Chiesa era esperado para enfrentar Marcus LeVesseur no evento, mais foi obrigado a se retirar devido a um problema de saúde e o combate foi cancelado.
Tim Means enfrentaria Abel Trujillo no evento, mas no dia da pesagem o lutador anunciou que escorregou na saúna e se lesionou, Marcus LeVesseur que também lutaria no card se Michael Chiesa não se machucasse, retornou ao evento para enfrentar Trujillo.

## Card Oficial
Note 1 Pelo Cinturão Peso-Leve do UFC.

Note 2 Gustafsson se tornou o desafiante n°1 dos Meio-Pesados.

## Bônus da Noite
- Luta da Noite (Fight of the Night):  Scott Jorgensen vs.  John Albert
- Nocaute da Noite (Knockout of the Night):  Yves Edwards
- Finalização da Noite (Submission of the Night):  Scott Jorgensen

## Ligações Externas
- Página oficial